# Crotonilidendiurea
La crotonilidendiurea (CDU) es un compuesto orgánico formado por la reacción de condensación del crotonaldehído con dos equivalentes de urea. Es un sólido blanco soluble en agua. La CDU es un componente de algunos fertilizantes de liberación controlada.